# Chorothyse hessei
Chorothyse hessei är en skalbaggsart som beskrevs av Reé Michel Quentin och Jean François Villiers 1971. Chorothyse hessei ingår i släktet Chorothyse och familjen långhorningar. Inga underarter finns listade i Catalogue of Life.